# 15. majeviška brigada (NOVJ)
Za druge 15. brigade glejte 15. brigada.
15. majeviška brigada (srbohrvaško 15. majevička brigada) je bila brigada v sestavi Narodnoosvobodilne vojske in partizanskih odredov Jugoslavije in ki je delovala med drugo svetovno vojno na področju Kraljevine Jugoslavije.

## Organizacija
- štab
- 4x bataljon